# Schellenbaum (Pflanze)
Der Schellenbaum (Thevetia peruviana (Pers.) K.Schum., Syn.: Cascabela peruviana (Pers.) Raf., Cascabela thevetia (L.) Lippold) ist eine Pflanzenart, die zur Gattung Thevetia in der Familie der Hundsgiftgewächse (Apocynaceae) gehörte, heute aber auch in die Gattung Cascabela gestellt wird. Sie stammt ursprünglich aus Peru oder Mexiko. Sie wird aber in den Tropen und Subtropen weltweit als Zierpflanze kultiviert und ist heute vielerorts verwildert oder eingebürgert. Aus den harten Steinkernschalen fertigten die Indianer einst Klappern und Schellen, woher auch die deutsche Bezeichnung stammt. Der deutsche Trivialname lautet Tropischer Oleander, Karibischer Oleander oder Gelber Schellenbaum. In angloamerikanischen Ländern wird er auch als „Lucky Nut“ bezeichnet.

## Beschreibung

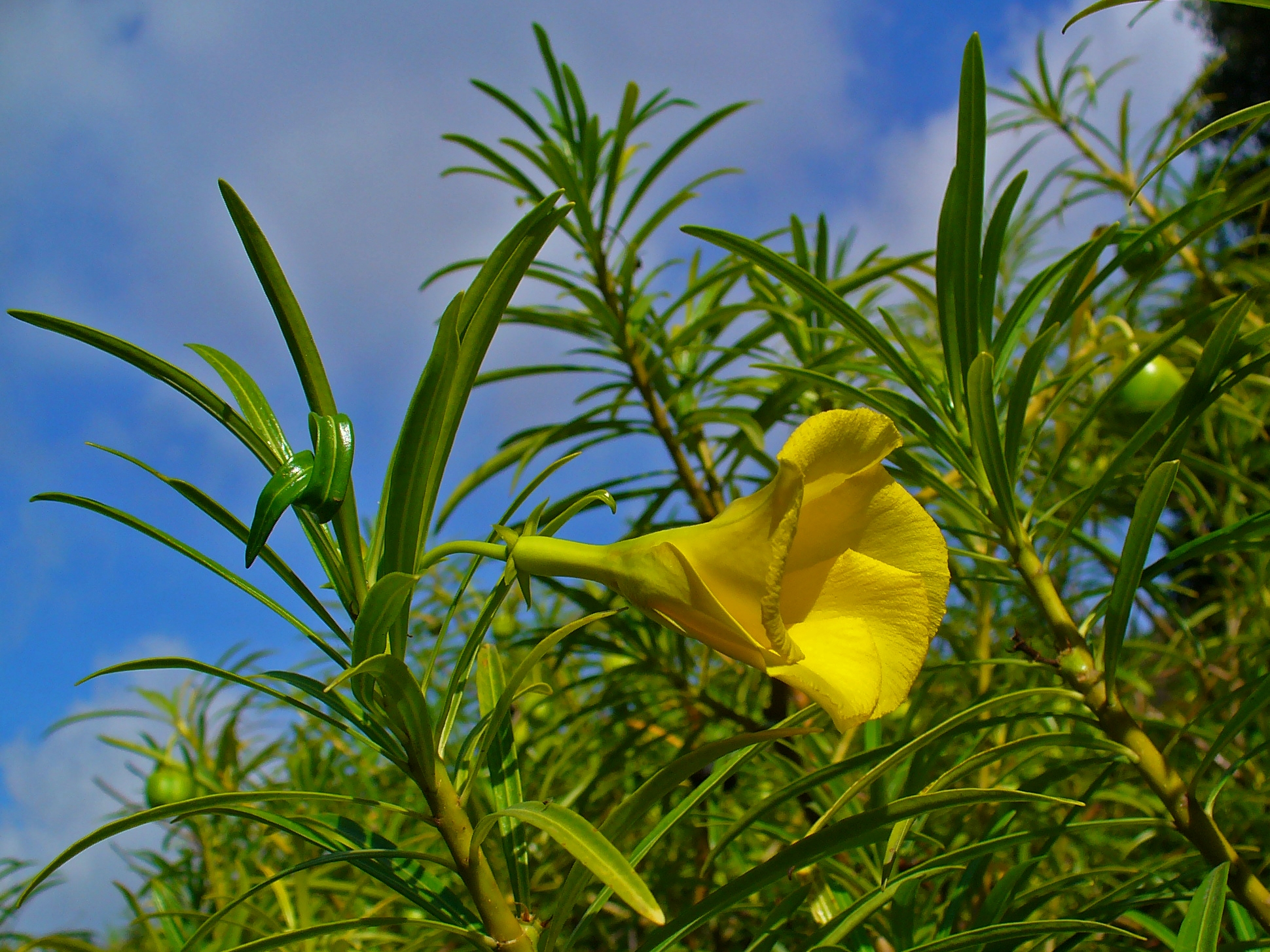
Schellenbaum, Blüte und Knospe

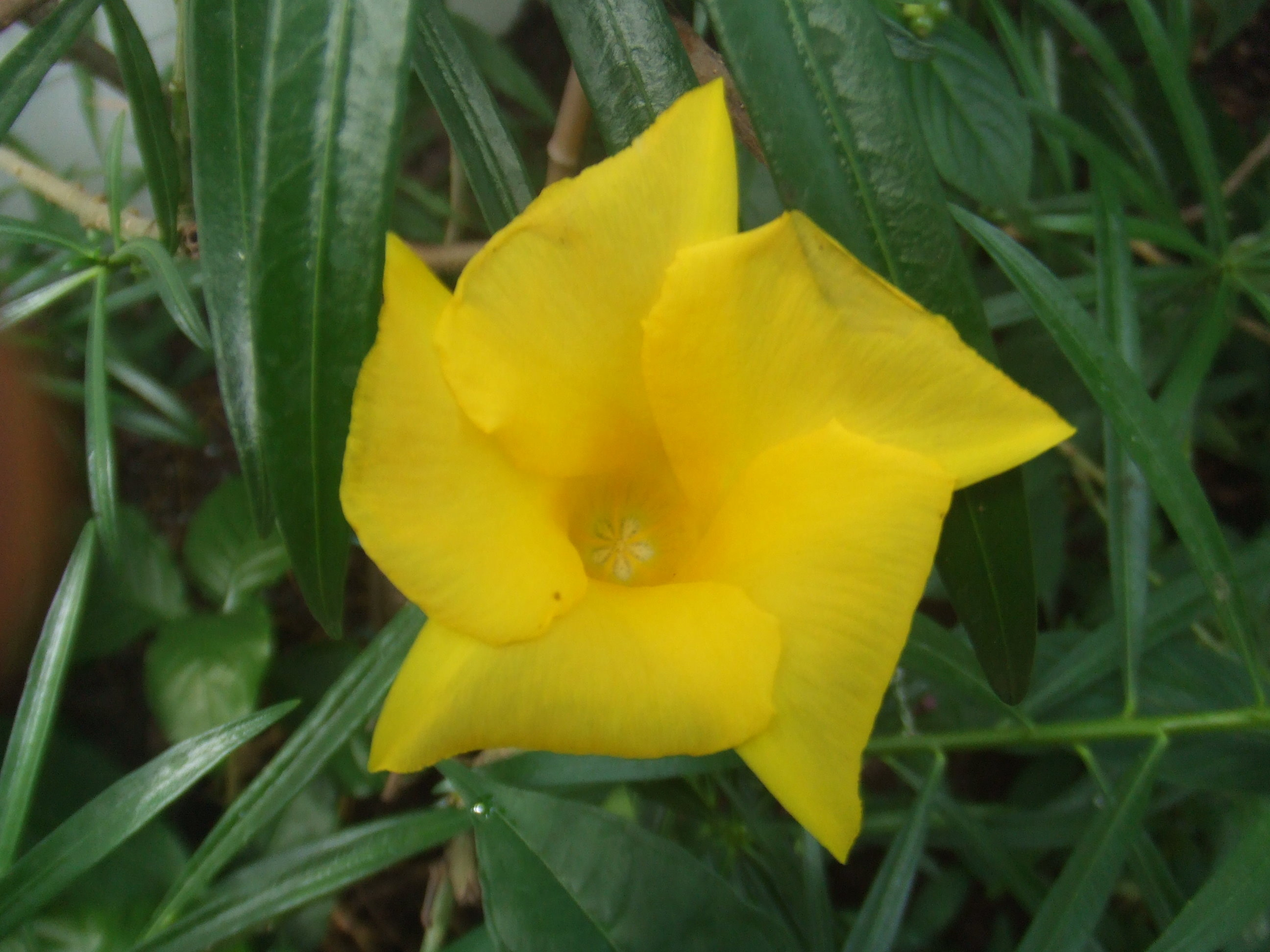
Blüte, man sieht die verschlossene Kronröhre

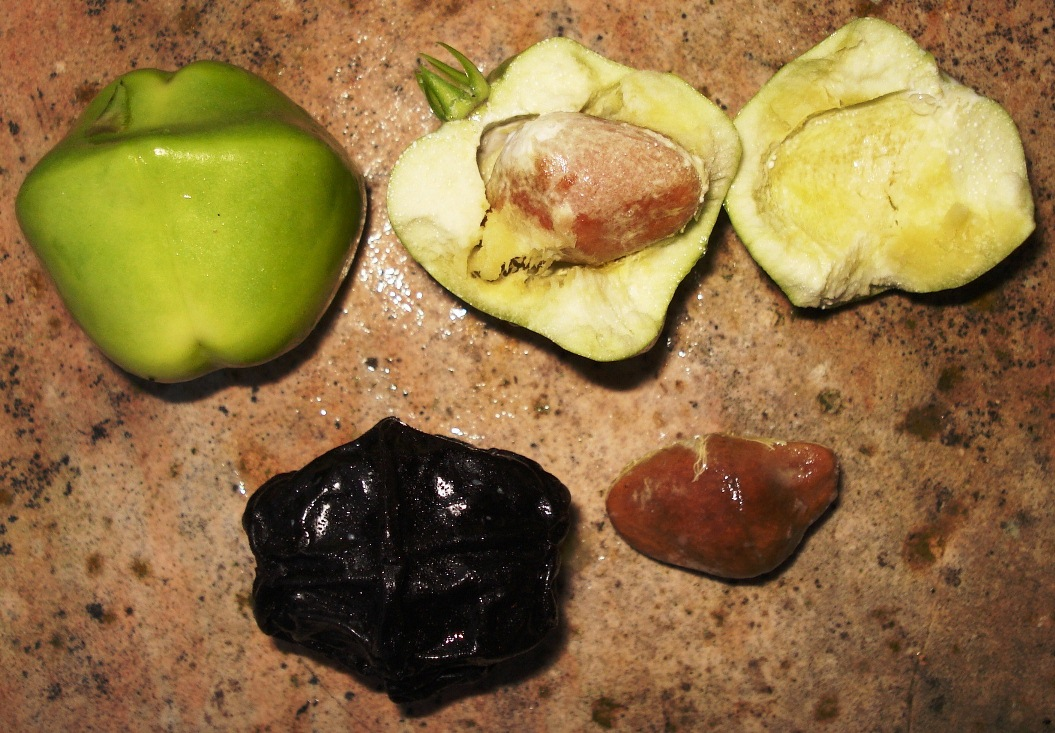
Früchte von Thevetia peruviana – geöffnete Frucht mit Steinkern, vollständig schwarze und angetrocknete Frucht (im Uhrzeigersinn)

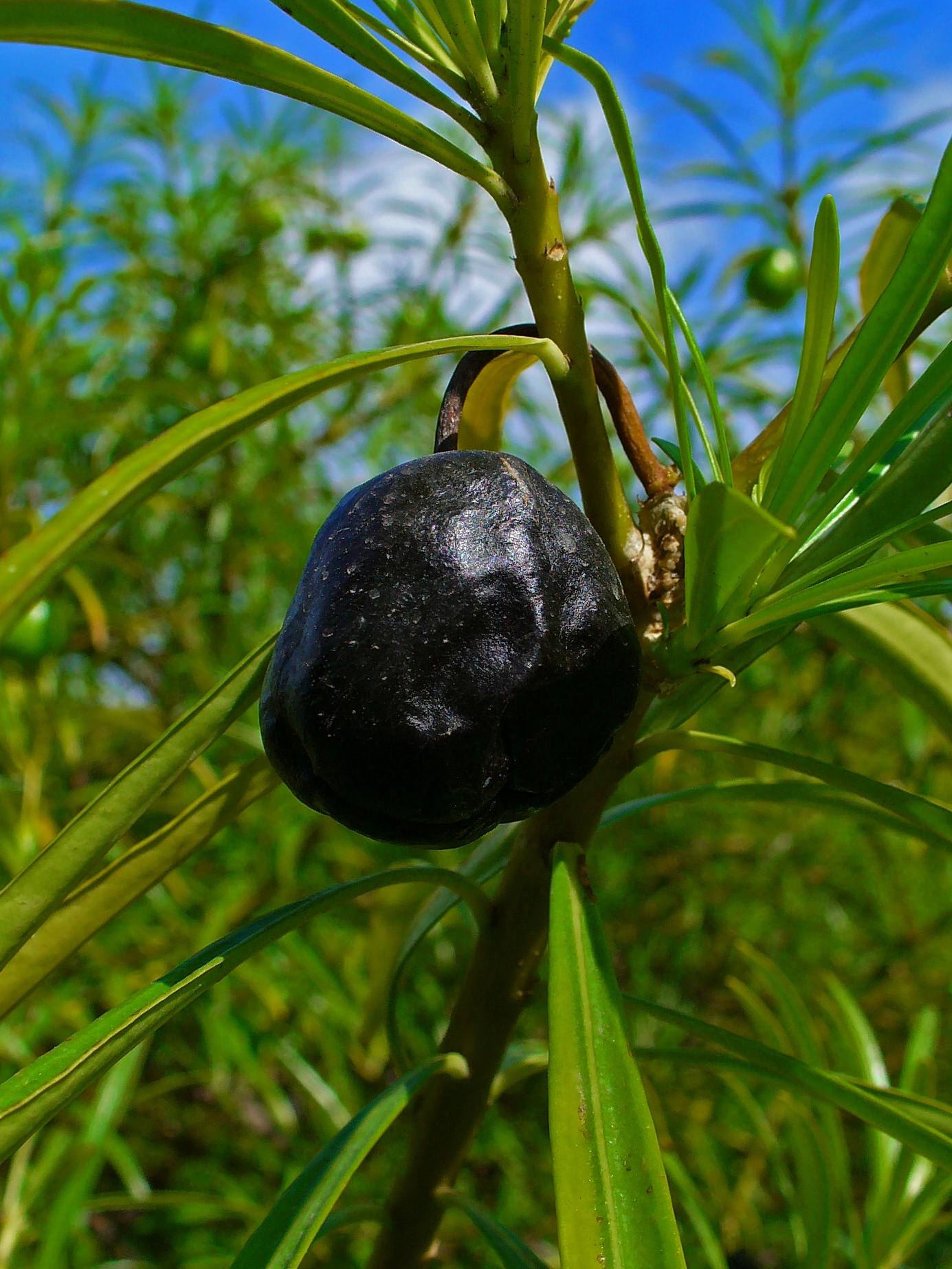
Ausgereifte Frucht

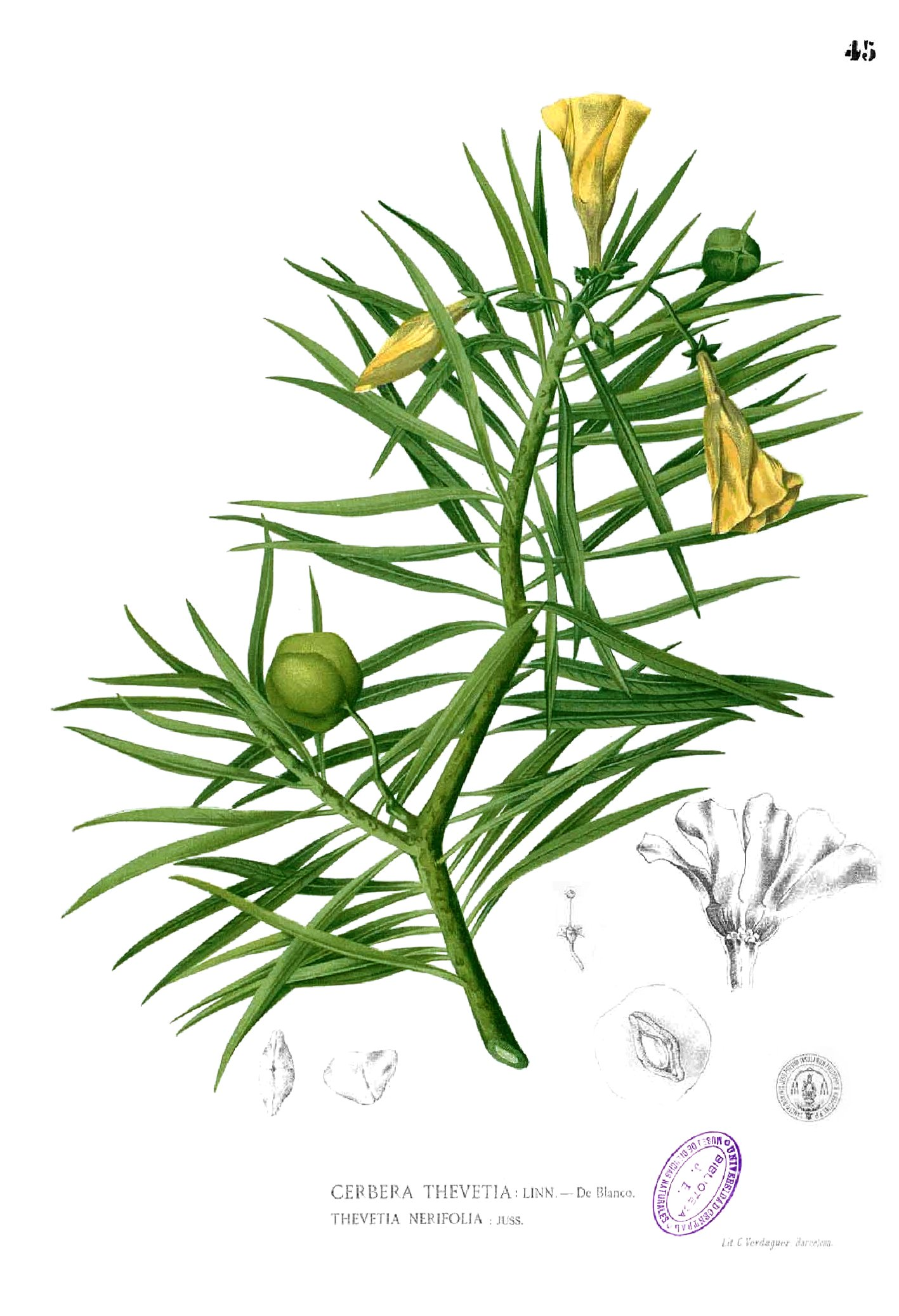
Illustration

### Vegetative Merkmale
Der Schellenbaum ist ein stark verzweigter, immergrüner und dichtbelaubter Strauch oder Baum, der Wuchshöhen von 4 bis über 6 Meter erreicht. Die Pflanze enthält weißen, giftigen Milchsaft. Die bräunlich bis gräuliche, relativ glatt bis etwas raue, rissige oder schuppige Borke besitzt teils deutliche Lentizellen. Die unteren Zweige hängen über und die jungen Zweige besitzen eine grünlich-graue Rinde.
Die wechselständig, schraubig angeordneten Laubblätter sind sehr kurz 3 mm lang gestielt. Die etwas ledrige, ganzrandige Blattspreite ist mit einer Länge von 10 bis 15 cm und einer Breite von 0,5 bis 1,2 cm schmal lanzettlich oder verkehrt-eilanzettlich mit spitzem oder rundspitzigem bis zugespitztem oberen Ende. Die Blattoberseite ist glänzend, mittel- bis dunkelgrün und die Blattunterseite ist hellgrün.
Die Keimblätter sind rundlich, sukkulent und haben einen Durchmesser zwischen 1,5 und 2 cm. Teilweise ist die Entfaltung der beiden Blätter aus der massiven Samenhülle erst abgeschlossen, nachdem sich schon mehrere der lanzettartigen Blätter entwickelt haben.

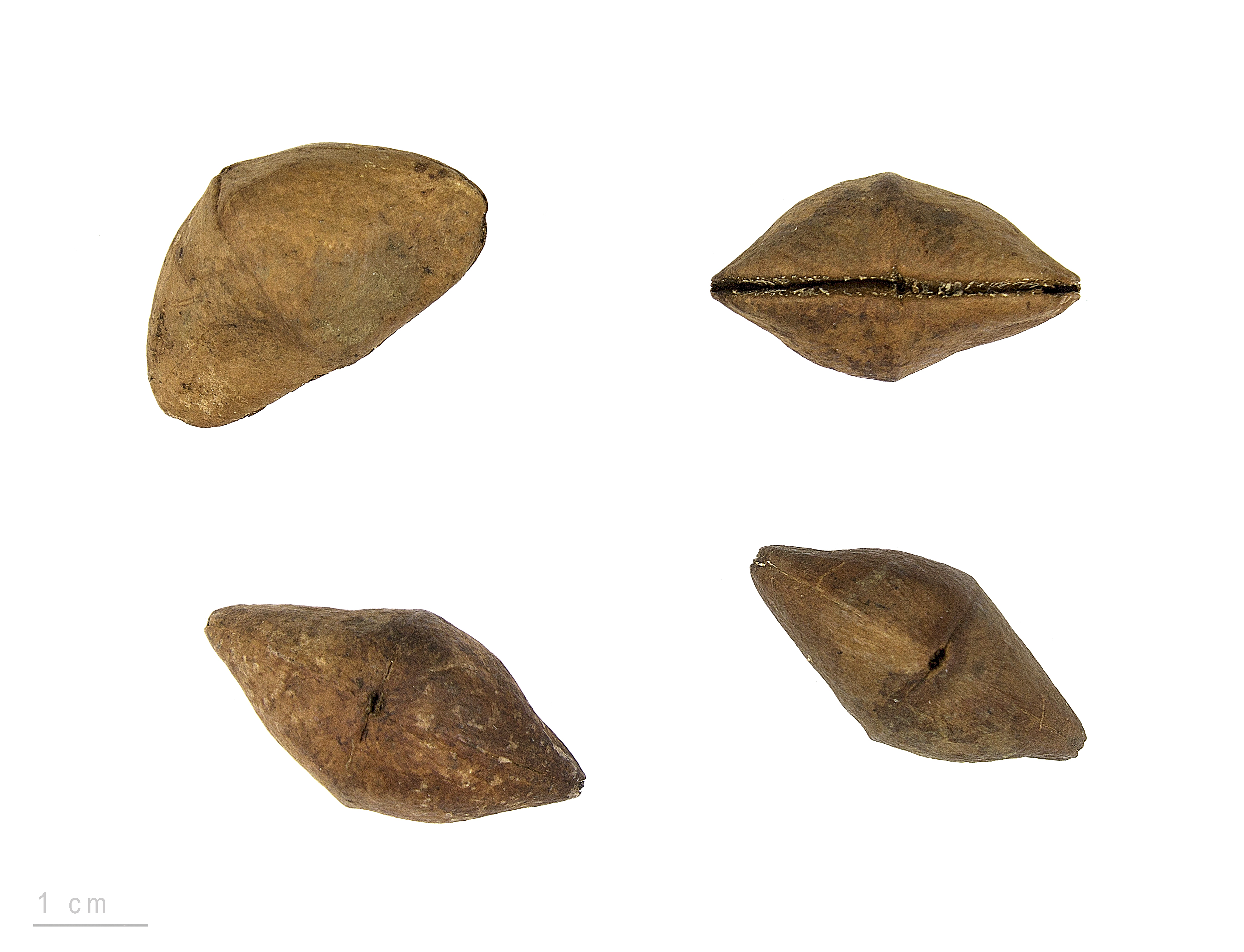
Steinkerne von Thevetia peruviana

### Generative Merkmale
Die Blütezeit reicht von Mai bis Dezember. Die an 2,5 bis 5 cm langen Blütenstielen stehenden Blüten befinden sich einzeln oder in wenigblütigen, zymösen Büscheln achselständig am Zweigende. Die duftenden, recht großen, zwittrigen Blüten sind radiärsymmetrisch sowie fünfzählig mit doppelter Blütenhülle und weisen einen Durchmesser von 4,5 bis 5,5 cm auf. Die fünf grünen, kurz verwachsenen Kelchblätter sind schmal-dreieckig und spitzig. Die fünf 6 bis 7 cm langen Kronblätter sind trichterförmig verwachsen mit einer Kronröhre, die mit einer Länge von 4 bis 5 cm kürzer als die verkehrt-eiförmigen, dachigen und spiralig verdrehten, gestutzten Kronlappen ist. Wegen ihrer gelben Blütenkronblätter wird diese Art mitunter auch als „Gelber Oleander“ bezeichnet, daneben existieren auch Formen oder Sorten mit orangefarbenen (z. B. Thevetia peruviana 'Orange') und weißlichen Blüten. Am Schlund sind „Schlundschuppen“ vorhanden, die durch lange weiße Haare untereinander verbunden sind und die Kronröhre so verschließen. Die kurzen, eingeschlossenen Staubblätter oben in der Kronröhre, mit behaarten Staubfäden, sitzen alternierend darunter. Der zweikammerige Fruchtknoten ist oberständig, mit einem langen, dicklichem Griffel mit einem konischen, großen Griffelkopf der bei den Antheren endet. Es ist ein becherförmiger Diskus vorhanden.
Die etwas zusammengedrückte, kugelige bis rhombische, mit einem Durchmesser von 2,5 bis 4,5 cm, leicht ledrige, trockenfleischige, oft mittig gerippte sowie leicht quergeteilte, glatte Steinfrucht, mit meist beständigen Kelchresten, ist anfangs grün, verfärbt sich zur Reife hin schwarz und enthält in den meisten Fällen zwei bis vier Samen. Die beigen, abgeflachten, bespitzten und giftigen Samen (Kerne), im glatten, braunen, breit-dreieckigen bis halbmondförmigen, harten, längs- und quergefurchten Steinkern, besitzen eine Breite bis etwa 1,2–1,5 cm.
Die Chromosomenzahl beträgt 2n = 20.

## Systematik
Diese Pflanzenart wurde 1805 unter dem Namen Cerbera peruviana durch Christian Hendrik Persoon in Synopsis Plantarum, 1, S. 267 erstveröffentlicht. Sie wurde 1895 durch Karl Moritz Schumann in Heinrich Gustav Adolf Engler und Karl Anton Eugen Prantl: Die Natürlichen Pflanzenfamilien, 4 (2), S. 159 in die Gattung Thevetia gestellt. Ein Homonym ist Thevetia peruviana (Pers.) Merr. das 1914 in Elmer Drew Merrill: Philippine Journal of Science, 9 (2), S. 130 aufgestellt wurde. Allerdings ist die Zuordnung in die Gattung Thevetia umstritten, sie wird auch von einigen Autoren der Gattung Cascabela zugeordnet.
Weitere Synonyme für Thevetia peruviana (Pers.) K.Schum. sind Cascabela peruviana (Pers.) Raf., Cascabela thevetia (L.) Lippold, Cerbera thevetia L., Thevetia linearis A.DC., Thevetia neriifolia Juss. ex A.DC., Thevetia neriifolia Juss. ex Steud., Thevetia thevetia (L.) Millsp.
Es gibt mehrere Zuchtformen in unterschiedlichen Farben zwischen weißlichen und gelb-orangfarbenen Tönen: Thevetia peruviana 'Alba', Thevetia peruviana 'Creme', Thevetia peruviana 'Orange',
Thevetia peruviana 'Peach', Thevetia peruviana 'Creme' und Thevetia peruviana 'Yellow'.

## Giftigkeit
Der Milchsaft von Thevetia peruviana enthält Herzglykoside, darunter Thevetin und Neriifolin, und ist dadurch, wie die meisten anderen Pflanzenteile, hochgiftig. Schon 8–10 Samen der Pflanze können beim Menschen tödlich sein.
Bei der Verwendung wie bei der Ernte ist größte Vorsicht geboten, da nicht nur die Samen, sondern nahezu alle Teile der Pflanze stark giftig sind. Der eventuell austretende milchartige Saft kann bereits bei bloßem Hautkontakt zu Reizungen führen. In Brasilien wurde das Holz zum Fischfang eingesetzt, wobei die Fische durch das austretende Gift betäubt wurden. In Indien wird das Pulver als Schädlingsbekämpfungsmittel verwendet.

## Verwendung in der Pharmakologie
Als Heildroge dienen die getrockneten Samen (Thevetiae semen).
Wirkstoffe sind: Herzwirksame Cardenolid-Glykoside, darunter Thevetin A, aus dem nach Zuckerabspaltung Peruvsid; weiterhin Triterpene und Flavonoide.
Wie andere herzwirksame Glykoside, z. B. die aus dem Fingerhut, kann das Peruvsid, das zeitweise als Fertigpräparat im Handel war, bei Herzinsuffizienz und Altersherz eingesetzt werden. Es wird nach Einnahme gut resorbiert, die Wirkung tritt schnell ein, es weist eine verhältnismäßig geringe Kumulation auf. In Mitteleuropa wird es derzeit aber wegen der Gefahr von Vergiftungen nicht benutzt.

## Sonstige Verwendung
Die Blüten des Schellenbaums werden häufig für hinduistische Blumenopfer verwendet (siehe auch Puja).
Das Fruchtfleisch wird in Ghana und Uganda gelegentlich verzehrt.
Aus den Fruchtkernen wird Öl gewonnen. Je nach Größe und Wasserversorgung produziert ein Baum 400 bis 800 Früchte im Jahr. Die Kerne enthalten rund 67 % ihres Gewichts als Öl. Im Plantagenanbau werden bis zu 1750 Liter Öl je Hektar und Jahr gewonnen. Das Öl besteht zu 38 % aus Ölsäure, zu 27 % aus Linolsäure, zu 22 % aus Palmitinsäure, zu 8 % aus Stearinsäure und zu knapp 2 % aus Arachinsäure.

### Weitere Arten
Von den insgesamt neun Thevetia-Arten besitzt auch Thevetia thevetioides volksmedizinische Bedeutung als Herzstimulans und Analgetikum.